# Liste des bandes indiennes au Québec
- Inuits
- Attikameks
- Cris
- Innus
- Naskapis
- Algonquins
- Abénaquis
- Malécites
- Micmacs
- Hurons-Wendat
- Mohawks

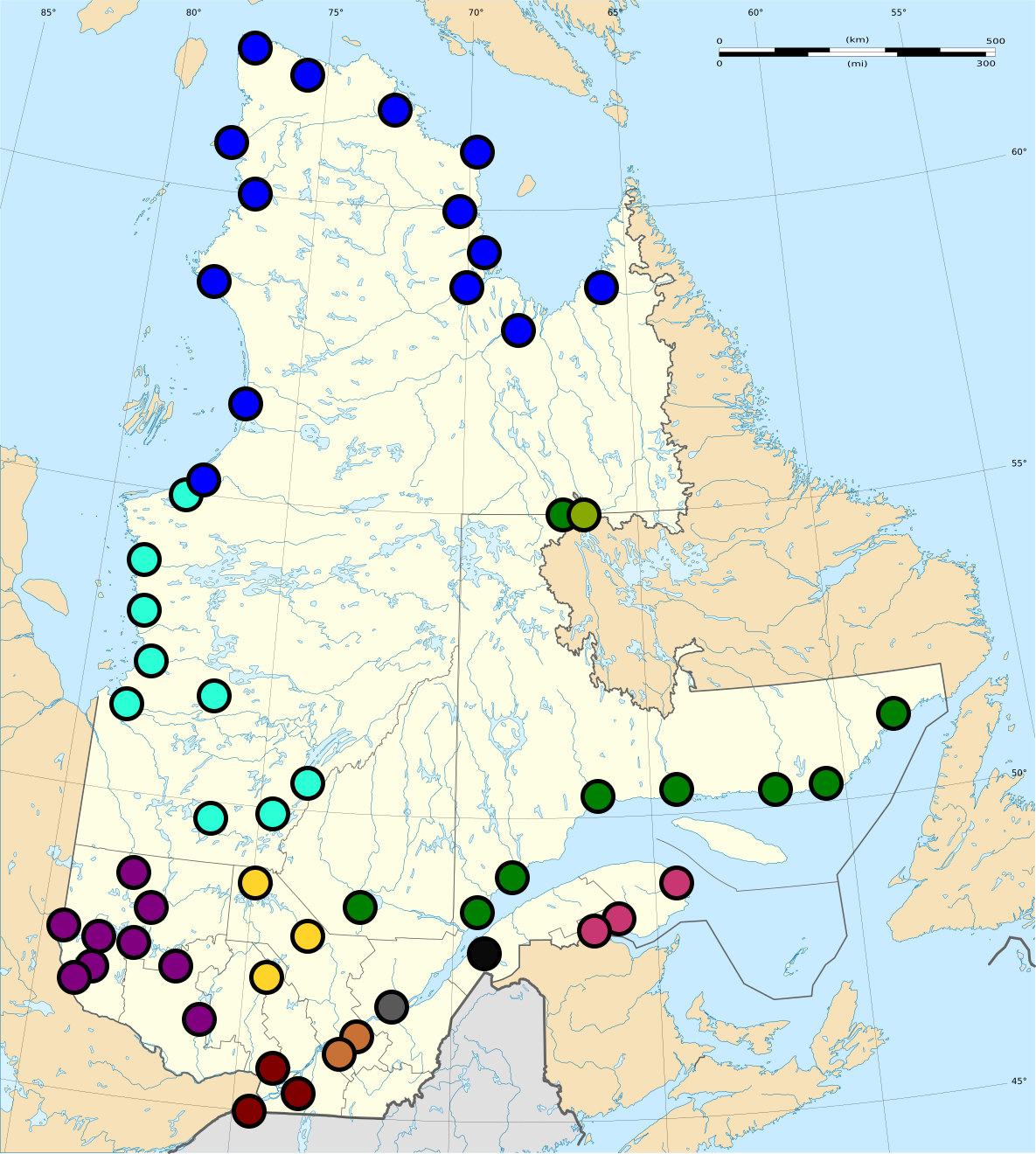
Carte des communautés autochtones au Québec, incluant les réserves, les établissements et les villages nordiques.

La liste des bandes indiennes au Québec recense toutes les bandes indiennes reconnues par le ministère chargé des Relations Couronne-Autochtones et Affaires du Nord Canada dont le siège se situe dans la province canadienne de Québec.

## Liste
Le tableau triable suivant présente les bandes indiennes dont le siège se situe au Québec. Le classement de celles-ci est par ordre alphabétique suivant leur nom officiel et comprend leur numéro, leur nom officiel, l'emplacement de leur siège, leur peuple, leur population inscrite en octobre 2016 et leur conseil tribal conformément aux données d'Affaires autochtones et du Nord Canada, un ministère désormais dissous.
| Numéro | Nom officiel                               | Siège              | Peuple        | Population inscrite (en octobre 2016) | Conseil tribal                                                     |
| ------ | ------------------------------------------ | ------------------ | ------------- | ------------------------------------- | ------------------------------------------------------------------ |
| 74     | Algonquins of Barriere Lake                | Rapid Lake         | Algonquins    | 790                                   | Secrétariat des programmes et des services de la nation algonquine |
| 79     | Atikamekw d'Opitciwan                      | Obedjiwan          | Attikameks    | 2 937                                 | Conseil de la Nation Atikamekw                                     |
| 85     | Bande des Innus de Pessamit                | Pessamit           | Innus         | 3 948                                 | Conseil tribal Mamuitun                                            |
| 62     | Communauté anicinape de Kitcisakik         | Val-d'Or           | Algonquins    | 493                                   | Conseil tribal de la Nation Algonquine Anishinabeg                 |
| 55     | Conseil de la Première Nation Abitibiwinni | Pikogan            | Algonquins    | 1 054                                 | Conseil tribal de la Nation Algonquine Anishinabeg                 |
| 77     | Conseil des Atikamekw de Wemotaci          | Wemotaci           | Attikameks    | 1 918                                 | Conseil de la Nation Atikamekw                                     |
| 58     | Cree Nation of Chisasibi                   | Chisasibi          | Cris          | 4 585                                 | Grand Conseil des Cris                                             |
| 75     | Cree Nation of Mistissini                  | Mistissini         | Cris          | 3 964                                 | Grand Conseil des Cris                                             |
| 59     | Cree Nation of Nemaska                     | Nemaska            | Cris          | 781                                   | Grand Conseil des Cris                                             |
| 60     | Cree Nation of Wemindji                    | Wemindji           | Cris          | 1 589                                 | Grand Conseil des Cris                                             |
| 65     | Eagle Village First Nation - Kipawa        | Témiscaming        | Algonquins    | 990                                   | Conseil tribal de la Nation Algonquine Anishinabeg                 |
| 57     | Eastmain                                   | Eastmain           | Cris          | 876                                   | Grand Conseil des Cris                                             |
| 80     | Innu Takuaikan Uashat Mak Mani-Utenam      | Sept-Îles          | Innus         | 4 588                                 | Conseil tribal Mamuitun                                            |
| 86     | Innue Essipit                              | Innue Essipit      | Innus         | 741                                   | Conseil tribal Mamuitun                                            |
| 73     | Kitigan Zibi Anishinabeg                   | Maniwaki           | Algonquins    | 3 236                                 | Conseil tribal de la Nation Algonquine Anishinabeg                 |
| 87     | La Nation Innu Matimekush-Lac John         | Schefferville      | Innus         | 983                                   | Conseil tribal Mamuitun                                            |
| 53     | La Nation Micmac de Gespeg                 | Gaspé (Fontenelle) | Micmacs       | 776                                   | Secrétariat Mi'gmawei Mawiomi                                      |
| 78     | Les Atikamekw de Manawan                   | Manawan            | Attikameks    | 2 892                                 | Conseil de la Nation Atikamekw                                     |
| 82     | Les Innus de Ekuanitshit                   | Ekuanitshit        | Innus         | 632                                   | Regroupement Mamit Innuat                                          |
| 51     | Listuguj Mi'gmaq Government                | Listuguj           | Micmacs       | 4 014                                 | Secrétariat Mi'gmawei Mawiomi                                      |
| 67     | Long Point First Nation                    | Winneway           | Algonquins    | 867                                   | Conseil tribal de la Nation Algonquine Anishinabeg                 |
| 52     | Micmacs of Gesgapegiag                     | Maria              | Micmacs       | 1 499                                 | Secrétariat Mi'gmawei Mawiomi                                      |
| 70     | Mohawks de Kahnawà:ke                      | Kahnawake          | Mohawks       | 10 946                                |                                                                    |
| 69     | Mohawks de Kanesatake                      | Kanesatake         | Mohawks       | 2 508                                 |                                                                    |
| 83     | Montagnais de Natashquan                   | Natashquan         | Innus         | 1 110                                 | Regroupement Mamit Innuat                                          |
| 88     | Montagnais de Pakua Shipi                  | Saint-Augustin     | Innus         | 364                                   | Regroupement Mamit Innuat                                          |
| 84     | Montagnais de Unamen Shipu                 | La Romaine         | Innus         | 1 179                                 | Regroupement Mamit Innuat                                          |
| 76     | Montagnais du Lac St-Jean                  | Mashteuiatsh       | Innus         | 6 601                                 | Conseil tribal Mamuitun                                            |
| 81     | Naskapi Nation of Kawawachikamach          | Kawawachikamach    | Naskapis      | 773                                   |                                                                    |
| 63     | Nation Anishnabe du Lac Simon              | Lac Simon          | Algonquins    | 2 145                                 | Conseil tribal de la Nation Algonquine Anishinabeg                 |
| 50     | Nation Huronne Wendat                      | Wendake            | Hurons-Wendat | 4 035                                 |                                                                    |
| 72     | Odanak                                     | Odanak             | Abénaquis     | 2 457                                 | Grand Conseil de la Nation Waban-Aki                               |
| 89     | Oujé-Bougoumou Cree Nation                 | Oujé-Bougoumou     | Cris          | 868                                   | Grand Conseil des Cris                                             |
| 54     | Première Nation Malecite de Viger          | Cacouna            | Malécites     | 1 183                                 |                                                                    |
| 71     | Première Nation des Abénakis de Wôlinak    | Wôlinak            | Abénaquis     | 349                                   | Grand Conseil de la Nation Waban-Aki                               |
| 95     | Première nation de Whapmagoostui           | Whapmagoostui      | Cris          | 978                                   | Grand Conseil des Cris                                             |
| 61     | The Crees of Waskaganish First Nation      | Waskaganish        | Cris          | 2 835                                 | Grand Conseil des Cris                                             |
| 64     | Timiskaming First Nation                   | Notre-Dame-du-Nord | Algonquins    | 2 127                                 | Secrétariat des programmes et des services de la nation algonquine |
| 56     | Waswanipi                                  | Waswanipi          | Cris          | 2 170                                 | Grand Conseil des Cris                                             |
| 68     | Wolf Lake                                  | Témiscaming        | Algonquins    | 232                                   | Secrétariat des programmes et des services de la nation algonquine |